# Jean-Luc Van Den Heede

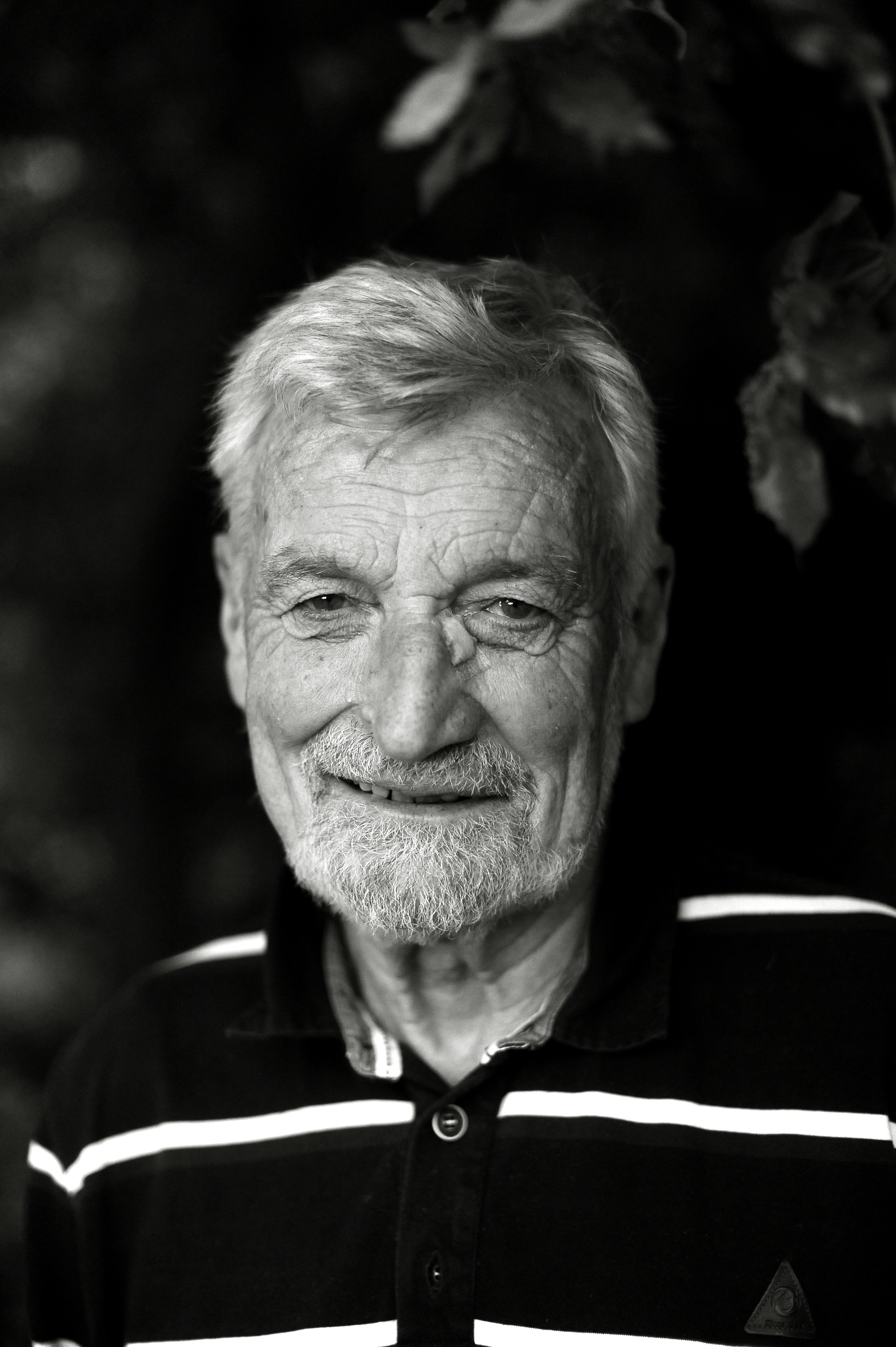
Jean-Luc Van Den Heede im Jahr 2025

Jean-Luc Van Den Heede (* 8. Juni 1945 in Amiens, Somme, Frankreich) ist ein französischer Profisegler und Mitglied, der von der International Association of Cape Horners (IACH) im Jahr 2022 ins Leben gerufenen und in Les Sables-d’Olonne, Frankreich beheimateten Cape Horn Hall of Fame.

## Der Weg zur See
Mit etwa 17 Jahren begann er mit dem Segeln, bis er Ausbilder bei Glénans, einer berühmten französischen Segelschule wurde. Er wurde Mathematiklehrer und ließ sich in Lorient nieder, beschloss jedoch ab 1989, sein Leben ganz dem Segelsport zu widmen. In diesem Umfeld ist er vielen unter seinem Spitznamen VDH sehr bekannt. Als Hochseeregattasegler erreichte er unzählige Platzierungen und Rekorde u. a. Zweitplatzierter der Minitransat 1977 und 1979 und der Route du Rhum 1998. Dazu Spitzenpositionen bei verschiedenen Offshore-Regatten wie der Vendée Globe oder der Transat Jacques Vabre.
2004 wurde er Rekord-Einhandweltumsegler bei der Global Challenge ostwärts (d. h. gegen die vorherrschenden Winde) auf einem Einrumpfboot in 122 Tagen und 14 Stunden. Er umsegelte insgesamt 12 Mal das Kap Hoorn und hält damit den Rekord für die meisten Wettkämpfe bei Hochseeregatten. 2019 gewinnt er mit 73 Jahren das legendäre Golden Globe Race und hat damit seinen ersten Sieg seit 42 Jahren errungen.
Unter dem Vorsitz von Sir Robin Knox-Johnston ist er als Stellvertretender Vorsitzender der „Cape Horn Hall of Fame“ ehrenamtlich tätig.

## Ehrungen
- 1992 Offizier des Ordre du Mérite Maritime
- 2004  Chevalier de la Légion d’Honneur
- 2022 Inductee Cape Horn Hall of Fame
- 2024 Cape Horners' Lifetime Achievement Award der International Association of Cape Horners[2]